# Виджаявани
«Виджаявани» (канн. ವಿಜಯವಾಣಿ — «Победитель»; Vijayavani) — индийская ежедневная газета на языке каннада, выпускаемая в штате Карнатака. Была основана 1 апреля 2012 года и первоначально имела три издания. В настоящее время газета имеет издания в таких городах Карнатаки, как Бангалор, Мангалор, Хубли-Дхарвар, Майсур, Белгаум, Виджаяпура, Гангавати, Читрадурга, Шимога и Гулбарга.
В первой половине 2014 года «Виджаявани» стала ведущей ежедневной газетой в Карнатаке с тиражом 667,9 тыс. копий. По состоянию на май 2019 года аудитория «Виджаявани» составляет 7,23 млн читателей — второй показатель после «Виджая Карнатака».